# Colony Hotel & Cabaña Club
El Colony Hotel & Cabaña Club, en Delray Beach, Florida, es un hotel de estilo neocolonial español que data de 1926, además de un área de recreación separada junto a la playa con piscina y cabañas. Ppresenta la arquitectura mediterránea de Florida en un edificio de tres pisos con dos torres abovedadas. Se ha descrito como "el hito más conocido" en Delray Beach.
Inicialmente conocido como Alterep Hotel, fue construido en 1925 por un grupo de inversores encabezado por Albert T. Repp (por quien se nombró al hotel). El costo se estimó en $250,000 y otros $100,000 para muebles. Se inauguró aproximadamente en enero de 1926. Después de que el hotel tuvo problemas y entró en suspensión de pagos, George Boughton lo compró por $ 50,000 en 1935. Le cambió el nombre a Colony y fue su dueño hasta su muerte en 1986. Mientras estuvo bajo la propiedad de Boughton, Colony estuvo abierto solo en temporada de enero a abril. Boughton era dueño de otro hotel en Maine que operó durante los meses restantes del año.
La propiedad incluye el Colony Hotel, en 525 East Atlantic Avenue, y el Colony Cabaña Club, en 1801 South Ocean Boulevard. El hotel está en el centro de la ciudad, y el club de cabañas está en el océano, 2,2 millas (3,5 km) al este y al sur del hotel. 